# Кляузов, Илья Дмитриевич
Илья Дми́триевич Кля́узов (род. 16 июля 1996, Москва) — российский хоккеист, нападающий.

## Карьера
Илья Кляузов начал заниматься хоккеем в московской школе «Вымпел», где дебютировал на уровне Кубка Федерации и Открытого Чемпионата Москвы среди юношей своей возрастной категории. Также, на юношеском уровне, имел выступления за СДЮШОР ЦСКА. В 2013 году попал на драфт КХЛ, где был выбран подмосковным «Витязем» и за состав которого дебютировал на профессиональном уровне в сезоне МХЛ 2012/2013 годов. Сезон 2015/2016 начал так же в составе «Витязей», однако отыграв несколько матчей перешёл в другой клуб МХЛ — казанский «Ирбис», в составе которого и заканчивал сезон.
В сезоне 2016/2017 на Илью Кляузова обратили внимание скауты московского «Спартака», за состав которого хоккеист, 10 декабря 2016 года, дебютировал в КХЛ, в домашнем матче против тольяттинской «Лады». Всего, в этом сезоне, Кляузов провёл 11 матчей за основной состав и отметился двумя результативными передачами. Так же, на протяжении вышеуказанного периода, Кляузов участвовал в розыгрыше Высшей Хоккейной Лиги, защищая цвета фарм-клуба «Спартака» — воскресенского «Химика» и провёл свой последний сезон в Молодёжной хоккейной лиге, в составе «МХК Спартак». В сезоне 2017/18 был признан лучшим нападающим двенадцатой недели ВХЛ в составе «Химика». В сезоне 2018/19, в качестве свободного агента, перешёл в клуб ВХЛ — воронежский «Буран».
Отыграв один сезон в составе воронежской команды Кляузов вернулся в систему «Спартака», подписав годичный, двусторонний контракт. 30 апреля 2021 года в связи с истечением контракта покинул систему «Спартака».